# Ludwig Ferdinand Huber

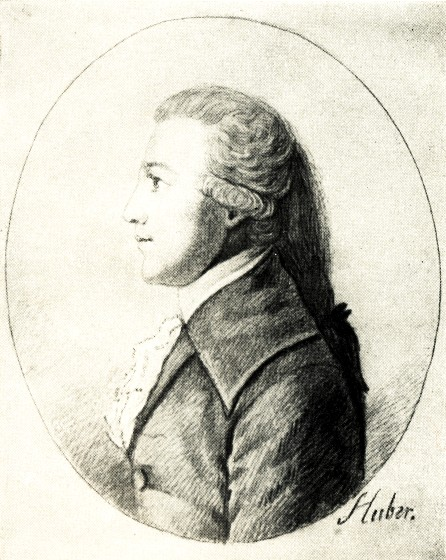
Ludwig Ferdinand Huber, tecknad av Dora Stock.

Ludwig Ferdinand Huber, född den 14 september 1764 i Paris, död den 24 december 1804, var en tysk författare, son till Michael Huber, far till Victor Aimé Huber.
Huber var en habil journalist, översättare och dramatiker. Hans recensioner, samlade i Vermischte Schriften (2 band, 1793), saknade liksom hans inlägg i dagspolitiken, Friedenspräliminarien (10 band, 1794–1796) och Klio (3 band, 1795–1796), inte inflytande. Hubers änka, Therese Huber, utgav hans Sämtliche Werke seit 1802 (4 band, 1807–1819) med en levnadsteckning.